# Stefan Reil
Stefan Reil  (* in Landshut) ist ein deutscher Musicaldarsteller und Schauspieler.

## Leben
Stefan Reil wurde in Landshut geboren und absolvierte seine Ausbildung an den Performing Art Studios Vienna und am Broadway Dance Center in New York. Er debütierte in „Sunday in the Park with George“ und in „Verliebte und Verrückte“ am Wiener Raimundtheater. Es folgten zahlreiche Engagements u. a. in der Uraufführung von „Mozart!-das Musical“, in „Elisabeth“, „Jekyll & Hyde“, „Die Schöne und das Biest“, „Mamma Mia“, „Grease“, „Rocky Horror Show“, „Addams Family“, „Jesus Christ Superstar“, „West Side Story“, „Hair“, „Kiss me, Kate“, „Anything goes“, „Hello Dolly“, „Victor&Victoria“, „Sunset Boulevard“, „La Cage aux Folles“, oder als Siegfried in Frank Nimsgerns Rockmusical „Der Ring“ und in der Uraufführung der Komödie „Boeing Boeing – andersrum“ am Kabarett Simpl in Wien als Flugbegleiter Dirk sowie als Originalbesetzung des Stewart Miguel in der musikalischen Komödie „Weiber 2.0“ an der Komödie Bremen.
Bei der deutschen Erstaufführung von „Marie Antoinette“ war er nicht nur im Ensemble zu sehen, sondern auch als Dance Captain und choreografischer Assistent für die Produktion tätig. Er spielte Austin in der österreichischen Erstaufführung von „Ich liebe dich, weil“ und in der deutschsprachigen Erstaufführung von „Madagascar – ein musikalisches Abenteuer“ den Löwen Alex.
Für die „Sylvester Levay and his friends“-Konzerte reiste er nach China an das Shanghai Square Theatre und war als Teil der Formation ‚The Singing Gents‘ an Bord der MS Europa 1.
2024 war Stefan als Charles Darnay in der Welturaufführung von „A Tale of two Cities“ unter der Regie von Uwe Kröger und mit der Musik von Paul Graham Brown am Theater Hof zu erleben und spielt aktuell die Musical-Komödie "Die Königs vom Kiez" an der Volksbühne am Rudolfplatz in Köln.
Neben seinen Theaterengagements ist er regelmäßig in TV-Produktionen zu sehen – u. a. in den Serien „Freundinnen – jetzt erst recht“ (RTL) und „Heldt“ (ZDF) sowie in den Comedyshows „Ich bin Boes“(RTL), „Switch Reloaded“ (Pro7) oder „Pastewka“ (Sat1). Darüber hinaus steht Stefan immer wieder für Werbespots und Fotoshootings vor der Kamera.

## Rollen (Auswahl)
- Die Königs vom Kiez (Volksbühne am Rudolfplatz) – u. a. als "Lale"
- A Tale of Two Cities (Theater Hof) – als „Charles Darnay“
- Vorhang auf für Cyrano (Theater Hof) – als „Jean“
- Weiber 2 (Komödie Bremen) – als „Miguel“
- Addams Family (Comödie Dresden) – als „Lucas Beineke“
- Madagascar-Ein musikalisches Abenteuer (Luisenburgfestspiele) – als „Alex, der Löwe“
- La Cage aux Folles (Gerhart-Hauptmann Theater Görlitz) – als „Jean-Michel“
- Westsidestory (Oper Halle) – als „Riff“
- Rocky Horror Show (Theater Hof) – als „Rocky“
- Rocky Horror Show (Westfälisches Landestheater) – als „Rocky“
- Grease (Tournee Deutschland, Schweiz) – als „Vince Fontaine“ und „Teen Angel“
- La Cage aux Folles (Staatstheater Darmstadt) – als „Jean-Michel“
- Die kleine Hexe (Theater Bozen) – als „Oberhexe“
- Hair (Theater Bozen) – als „Margaret Mead“
- Hallo Steward! Boeing Boeing Andersrum! (Palais Nowak, Wien) – als „Dirk“
- Der Ring (Staatstheater Saarbrücken) – als „Siegfried“

## Fernsehauftritte
- 2024 STADT WIEN | #wienliebe Festival 2025 (Werbefilm) | CURVED STUDIO Austria GmbH
- 2018–2019 I  Freundinnen – jetzt erst recht I Sandro Lehmann I RTL
- 2015 | In Gefahr – Claudia dem Feind so nah | Matthias Leitner | SAT.1
- 2012 | Heldt – Zwischen Wahrheit und Gerechtigkeit | Florian | Sony Entertainment ZDF
- 2012 | Ich bin Boes  | diverse Episodenrollen | Constantin Entertainment RTL
- 2012 | Switch reloaded | Musterschwede | PRO 7
- 2005 | Pastewka | Episodenhauptrolle | SAT.1

## Choreographie
- 2011 Die kleine Hexe (Vereinigte Bühnen Bozen)
- 2009 Marie Antoinette (Theater Bremen) – Choreographische Assistenz